# Diecezja Gegharkunik
Diecezja Gegharkunik – diecezja Apostolskiego Kościoła Ormiańskiego z siedzibą w Gawarr w Armenii.
Aktualnym (2022) administratorem (locum tenens) diecezji jest ks. Kirakos Dawtjan.